# Bognár Richárd
Bognár Richárd (Mosonmagyaróvár, 1967. április 25. –) magyar sportlövő. A Hármas Határ SE versenyzője

## Sportpályafutása
2005-ben kezdett dupla trappban versenyezni a Tatabányai VLK sportolójaként. Már ebben az évben indult világkupa-versenyeken. 2006-ban az Európa-bajnokságon hetedik lett. 2007-ben nyolcadik volt az Eb-n, 10. a világbajnokságon. A következő évben a kontinensbajnokságon 13. helyen zárt.
2009-ben 10. helyen végzett az Európa-bajnokságon. A maribori vb-n 17. lett. 2010-ben a lonatói világkupa-versenyen hatodik volt. Az Eb-n 14. helyen végzett. A világbajnokságon ötödik helyezést szerzett. 2011-től az Olimpia SE színeiben versenyzett. Az Európa-bajnokságon 11. lett. Júliusban a maribori világkupa-versenyen olimpiai kvótát szerzett. 2012-ben a Honvéd Bolyai SE-hez igazolt. Ebben az évben 10. lett az Európa-bajnokságon.
A londoni olimpián 137 koronggal, hatodikként jutott a döntőbe, ahol nem tudott javítani a pozícióján és 182 koronggal hatodik lett.
A 2014-es világbajnokságon dupla trapban 10. lett.

## Díjai, elismerései
- Magyar Bronz Érdemkereszt (2012)
- Az év magyar sportlövője (2012)